# 佐野次郎左衛門
佐野 次郎左衛門（さの じろうざえもん、生没年不詳）は、江戸時代中期の人物。

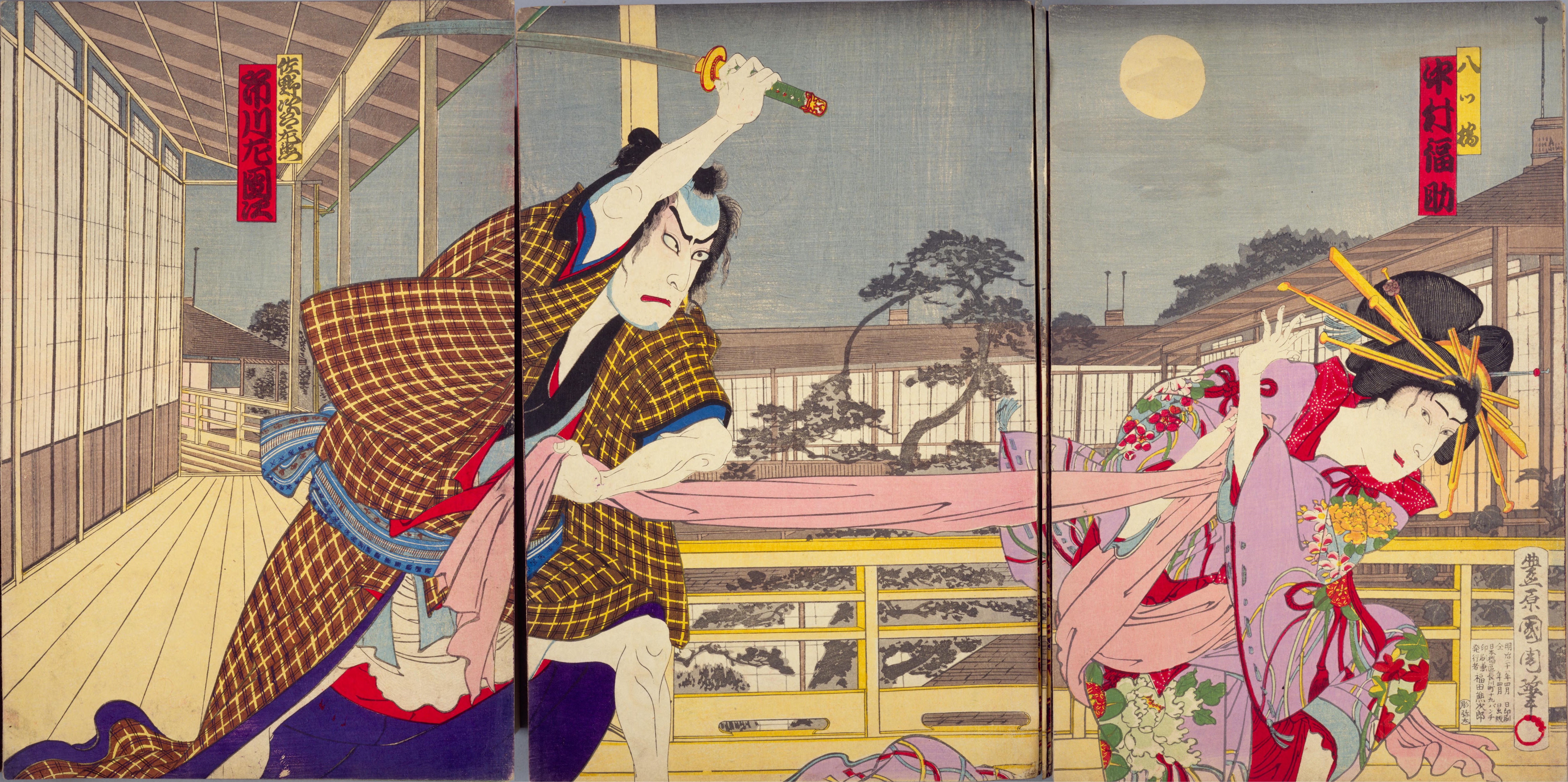
八つ橋を襲う次郎左衛門（豊原国周作）

## 経歴・人物
下野国佐野の豪農あるいは裕福な炭問屋、庄屋とも伝わる。
元禄年間あるいは享保年間に江戸吉原の遊女八ツ橋に振られた腹癒せに籠釣瓶の銘のある業物で斬殺し、その他大勢を殺傷した「吉原百人斬り」と呼ばれる事件を起こす。次郎左衛門は屋根伝いに逃走を図ったが、地上から水を掛けられて転落し、捕縛され死罪となった。同事件は講談や歌舞伎で取り上げられた。歌舞伎脚本としては、「青楼詞合鏡」「杜若艶色紫」「籠釣瓶花街酔醒」が有名である。